# 오현단
오현단(五賢壇)은 조선 시대에 제주도에 유배되거나 방어사로 부임하여 교학 발전에 공헌한 다섯 명, 즉 오현(五賢)을 기리기 위해 지은 제단으로, 현재 대한민국 제주특별자치도 제주시 이도1동에 있다. 오현은 1520년(중종 15년)에 유배된 충암 김정, 1534년(중종 29년)에 제주목사로 부임해 온 규암 송인수, 1601년(선조 34년)에 안무사로 왔던 청음 김상헌, 1614년(광해군 6년)에 유배된 동계 정온, 1689년(숙종 15년)에 유배된 우암 송시열이다. 지금 오현단이 있는 자리는 예전 귤림서원이 있던 자리이며, 여기 바로 뒤에는 제주성지가 있다.

## 같이 보기
- 오현고등학교
- 귤림서원
- 제주성지